# Anupanakunte, Gubbi
Anupanakunte là một làng thuộc tehsil Gubbi, huyện Tumkur, bang Karnataka, Ấn Độ.